# Аскасуби, Иларио
Иларио Аскасуби (исп. Hilario Ascasubi; 1807 — 17 ноября 1875, Буэнос-Айрес) — аргентинский поэт, политик, дипломат.

## Биография
В 14-летнем возрасте, бежал из дома, пробравшись на корабль, направлявшийся во Французскую Гвиану. Корабль был захвачен и перенаправлен в Лиссабон. Бежал из плена, добрался до Франции, где жил два года. Путешествовал по Европе и США. Увлеченный бурной политикой своего времени, в 1820-х годах вступил в армию и участвовал в войне с Бразилией. Затем — в гражданской войне в Аргентине, после чего жил в изгнании в Монтевидео (Уругвай), где он занимался литературным творчеством, писал стихи. В 1843 году опубликовал El Gaucho Jacinto Cielo Concece Números.
По возвращении в Буэнос-Айрес в 1868 году, президент Бартоломе Митре назначил его дипломатическим представителем в Париже (Франция). Во время выполнения своей должности И. Аскасуби был назначен руководителем вновь созданного иммиграционного отдела, занятого набором новых иммигрантов и сельскохозяйственных рабочих для Аргентины. В это время среди набранных рабочих в Аргентину прибыло большое количество французских революционеров.
Умер в Буэнос-Айресе в 1875 году, вскоре после прибытия из Франции из-за воспаления кишечника; существует версия, что умер из-за отравлениями политическими врагами.
Похоронен на кладбище Реколета в Буэнос-Айресе.

## Творчество
Дебютировал в 1833 году.
И. Аскасуби, как поэт, известен своими «payadas», то есть песнями в духе народной аргентинской лирики, написанными на диалекте гаучо.

## Избранные произведения
- 1843: El gaucho Jacinto Cielo con doce números
- 1846: Paulino Lucero
- 1851: Santos Vega o los mellizos de la Flor
- 1853: Aniceto el Gallo
- 1872: Obras completas